# Chókwè (district)
Het Chókwè District is een district in de Provincie Gaza in het zuidwesten van Mozambique. De hoofdstad is Chókwè.